# Микроволновая печь
Микроволно́вая печь (микроволно́вка) или СВЧ-печь — электроприбор, позволяющий совершать разогрев водосодержащих веществ благодаря электромагнитному излучению дециметрового диапазона (обычно с частотой 2450 МГц) и предназначенный для быстрого приготовления, подогрева или размораживания пищи.
В промышленности эти печи используются для сушки, разморозки, плавления пластмасс, разогрева клеёв, обжига керамики и т. д. В некоторых промышленных печах частота излучения может изменяться (так называемые англ. variable frequency microwave, VFM).
В отличие от классических печей (например, духовки или русской печи), разогрев пищи в СВЧ-печи происходит не только с поверхности разогреваемого тела, но и по его объёму, содержащему полярные молекулы (например, воды), так как радиоволны данной частоты проникают и поглощаются пищевыми продуктами примерно на 1,5 — 2,5 см по глубине от поверхности. Это сокращает время разогрева пищи; средняя скорость нагрева в СВЧ-печах составляет 0,3—0,5 °С в секунду.

## Принцип работы

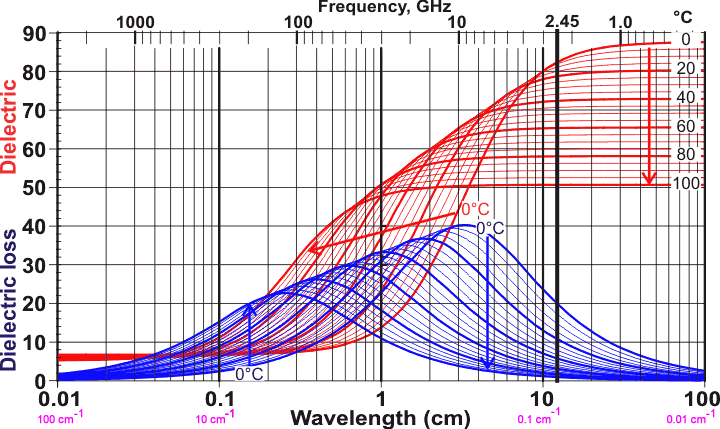
Спектр поглощения водой микроволнового излучения

В печи происходит диэлектрический нагрев веществ, содержащих полярные молекулы. Электрическая компонента электромагнитных волн ускоряет движение молекул, обладающих дипольным моментом, а межмолекулярное взаимодействие приводит к поглощению электромагнитного излучения и увеличению температуры вещества.
Большинство бытовых СВЧ-печей работает на частоте 2450 МГц, а некоторые индустриальные модели в США — на частоте 915 МГц. Частота выбрана по практическим и конструктивным соображениям.
- Частота должна лежать внутри спектра поглощения воды (он широк и меняется с температурой, в интересном с практической точки зрения диапазоне поглощение увеличивается с частотой);
- С другой стороны, глубина проникновения радиоволн в нагреваемый объект должна лежать в районе нескольких сантиметров (чем ниже частота — тем больше глубина проникновения[1]);
- Источник излучения — магнетрон — мощностью от 500 Вт должен обладать приемлемыми эффективностью, стоимостью, габаритами;
- Частота должна находиться в разрешенном выделенном радиодиапазоне частот. В данном случае ISM диапазон[англ.] был выделен в 1947 году[2], вскоре после изобретения микроволновой печи.

### Мощность печи
Мощность бытовых СВЧ-печей варьируется в диапазоне от 500 до 2500 Вт и выше. Практически все бытовые печи позволяют пользователю регулировать мощность, используемую для разогрева. Для этого в недорогих моделях печей нагреватель (магнетрон), согласно установленному значению мощности, периодически включается и выключается, изменяя среднее количество подаваемой энергии (такой способ широко используется также во многих других нагревательных приборах, например, утюгах, нагревателях).

## Устройство

Схема включения магнетрона

Основные компоненты магнетронной микроволновой печи:
- металлическая, с металлизированной дверцей, камера (в которой концентрируется высокочастотное излучение, например 2450 МГц), куда помещаются разогреваемые продукты. Камера оснащается концевым выключателем — микроволновая печь не запустится при открытой дверце;
- трансформатор — источник высоковольтного питания магнетрона и низкого напряжения для накала;
- цепи управления и коммутации;
- непосредственно СВЧ-излучатель — магнетрон;
- волновод для передачи излучения от магнетрона к камере;
- вспомогательные элементы:
  - вращающийся столик — необходим для равномерного разогрева продукта со всех сторон, либо вращающаяся антенна в печах с неподвижным столом. Столик приводится небольшим многополюсным синхронным двигателем с возбуждением от постоянного магнита (магнит на роторе) и многоступенчатым цилиндрическим зубчатым редуктором;
  - схемы и цепи, обеспечивающие управление (таймер) и безопасность (блокировки режимов) устройства;
  - вентилятор, охлаждающий магнетрон и проветривающий камеру.

## Разновидности
По типу конструкции микроволновые печи подразделяются на:
- соло — только СВЧ излучение, без гриля и конвекции;
- с грилем — содержит встроенный электрогриль;
- с конвекцией — специальный вентилятор нагнетает в камеру горячий воздух, обеспечивая тем самым более равномерное пропекание, аналогично духовке.

По типу стола:
- с вращающимся столом,
- с неподвижным столом.

По типу управления микроволновые печи делятся на:
- механические — используются механические регуляторы времени и мощности,
- кнопочные — пульт управления состоит из набора кнопок,
- сенсорные — используются кнопки сенсорного типа.

## История

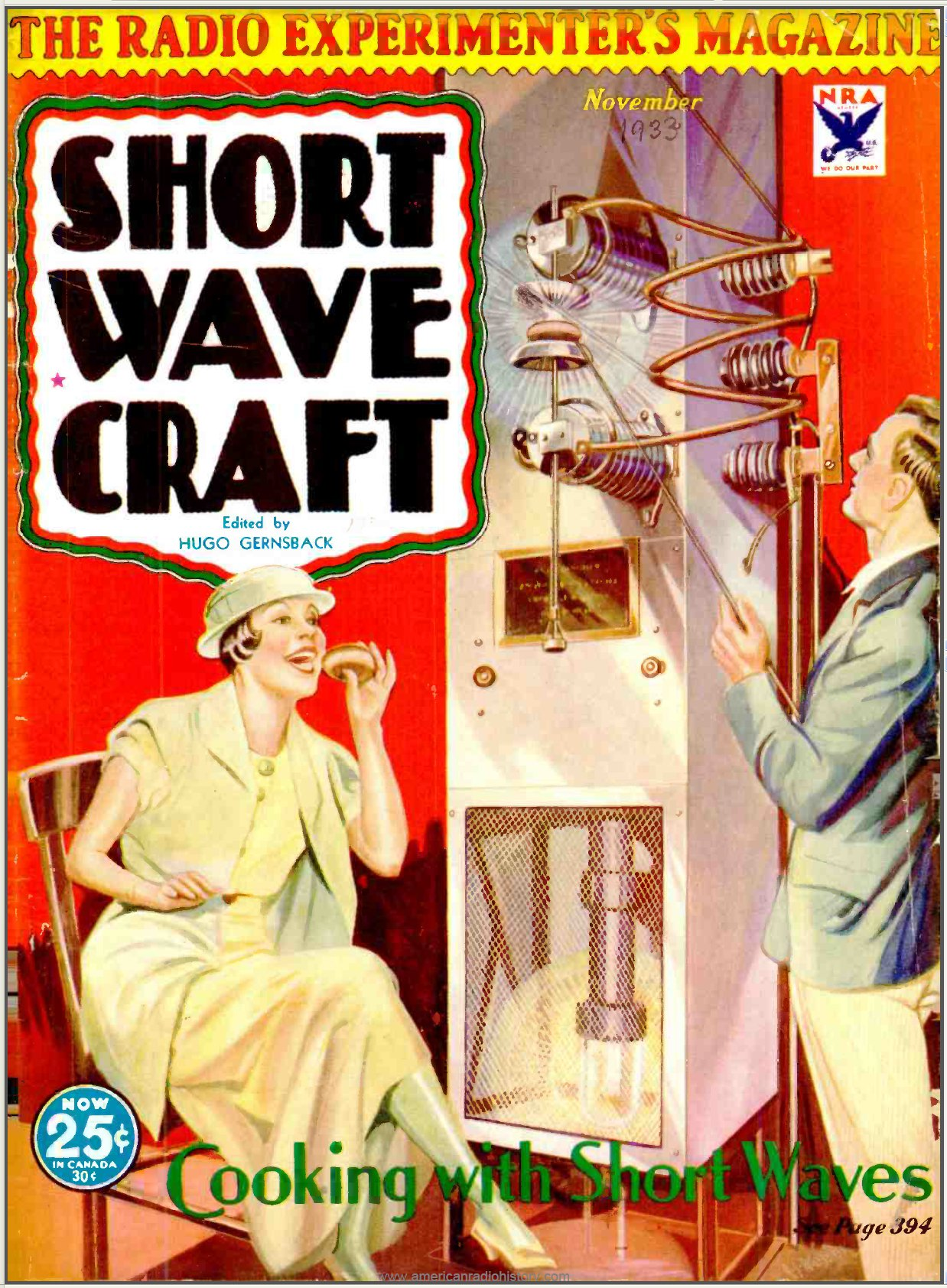
«Готовим с помощью радиоволн» — Демонстрация приготовления бутербродов с помощью коротковолнового радиопередатчика 60 МГц на Всемирной выставке в Чикаго в 1933 году.

Использование высокочастотных радиоволн для нагрева веществ стало возможным благодаря разработке ламповых радиопередатчиков примерно в 1920 году.
К 1930 году применение коротких волн для нагревания тканей человека превратилось в медицинскую терапию диатермией.
На Всемирной выставке в Чикаго в 1933 году компания Westinghouse продемонстрировала приготовление пищи между двумя металлическими пластинами, подключенными к коротковолновому передатчику мощностью 10 кВт, 60 МГц. Команда Westinghouse под руководством И. Ф. Муромцева обнаружила, что такие продукты, как стейки и картофель, можно приготовить за считанные минуты.
13 июня 1941 года в газете «Труд» вышла заметка с описанием специальной установки, использовавшей токи ультравысокой частоты для обработки мясных продуктов, которая была разработана в лаборатории магнитных волн Всесоюзного научно-исследовательского института мясной промышленности.
В 1945 году американский инженер Перси Спенсер впервые заметил способность сверхвысокочастотного излучения к нагреванию продуктов и запатентовал микроволновую печь. В момент изобретения Спенсер работал в компании Raytheon, занимающейся изготовлением оборудования для радаров. По легенде, когда он проводил эксперименты с очередным магнетроном, Спенсер заметил, что батончик шоколада в его кармане расплавился.
Заявка на патент на микроволновую печь была подана 8 октября 1945 года. Сначала он нагревал еду с помощью магнетрона, позже поместил магнетрон в ящик и придумал микроволновую печь. Спенсер экспериментировал с приготовлением различной пищи, позже он изготовил первую микроволновую печь, которую установили в ресторане для экспериментального использования.
В 1947 году была выпущена первая мелкосерийная СВЧ-печь «Radarange» фирмой Raytheon, стоила 5000 долларов, использовалась в ресторанах, самолётах, на кораблях, в солдатских столовых и столовых военных госпиталей. Её высота была примерно равна человеческому росту, масса 340 кг, мощность — 3 кВт, что примерно в два раза больше мощности современных бытовых СВЧ-печей.
В 1949 году началось серийное производство микроволновых печей. Стоила эта печь около $3000.
25 октября 1955 года американская компания «Tappan Company» представила бытовую микроволновую печь.
В 1962 году в Японии была выпущена первая серийная бытовая микроволновая печь фирмы Sharp.
В 1967 году в продажу поступила первая более доступная по цене 495 долларов США (что эквивалентно 4523 долларам США в 2023 году) и разумного размера (настольная) микроволновая печь марки Radarange, произведенная Amana (подразделение Raytheon).
В СССР микроволновые печи выпускались с конца 70-х, на заводах:
- ЗИЛ (модель «ЗИЛ») и Южный машиностроительный завод (модель «Мрия МВ»)
- Тамбовский завод «Электроприбор» (Модель «Электроника»);
- Днепровский машиностроительный завод им. Ленина (ДМЗ) выпускал «Днепрянка-1» (1990 г, 32 литра, магнетрон М-105-1, потребляемая мощность 1300 ватт, мощность СВЧ-излучения 600 ватт, масса 41 кг, цена 350 руб)[7] и «Днепрянка-2»[8].

### Предсказание в фантастике
Приготовление пищи с помощью нагрева микроволновым (субмиллиметровым) ЭМ-излучением было описано в фантастической повести советского писателя Владимира Владко «4-УКХ-4» (позднее переиздававшейся под названием «Чудесный генератор»), опубликованной в журнале «Знання» («Знание») в 1934-м году (№ 18—24)

## Вопросы безопасности

### Электромагнитная безопасность
Воздействие микроволн на человека сводится к тепловым эффектам (локальному перегреву), проявляющимся в ожогах и катарактах. Советские учёные также отмечали психоневрологические эффекты (усталость, головная боль), причины нетеплового воздействия не изучены.
Человек может почувствовать микроволновое излучение (ощутив нагрев) при плотности мощности 20—50 мВт/см². Длительное облучение на уровне свыше 100 мВт/см² может привести к появлению катаракт и временному бесплодию. Безопасным стандарт ANSI считает уровень 10 мВт/см², предельный уровень для микроволновых печей установлен в 1 мВт/см² в пяти сантиметрах от печи. Европейский стандарт считает безопасным уровнем 10 мкВт/см² (0,01 мВт/см²) на расстоянии 50 см от печи. Российские нормы (СанПиН 2.2.4./2.1.8.055-96) следуют европейскому стандарту для населения; для персонала, обслуживающего микроволновую технику, нормы значительно выше.
Микроволновые печи на момент их изготовления соответствуют строгим стандартам, регламентирующим как излучение вне печи, так и блокировки, предотвращающие работу печи при открытой дверце. В процессе использования материалы двери изнашиваются, потому обычно существует больший предел излучения для старых печей (5 мВт/см² в стандарте ANSI). Исследования печей, эксплуатировавшихся в США в 1970 году, показали, что значительная их часть (20—30 %) излучала существенно выше предела, причём результаты сильно зависели от качества обслуживания.

### Меры предосторожности при эксплуатации

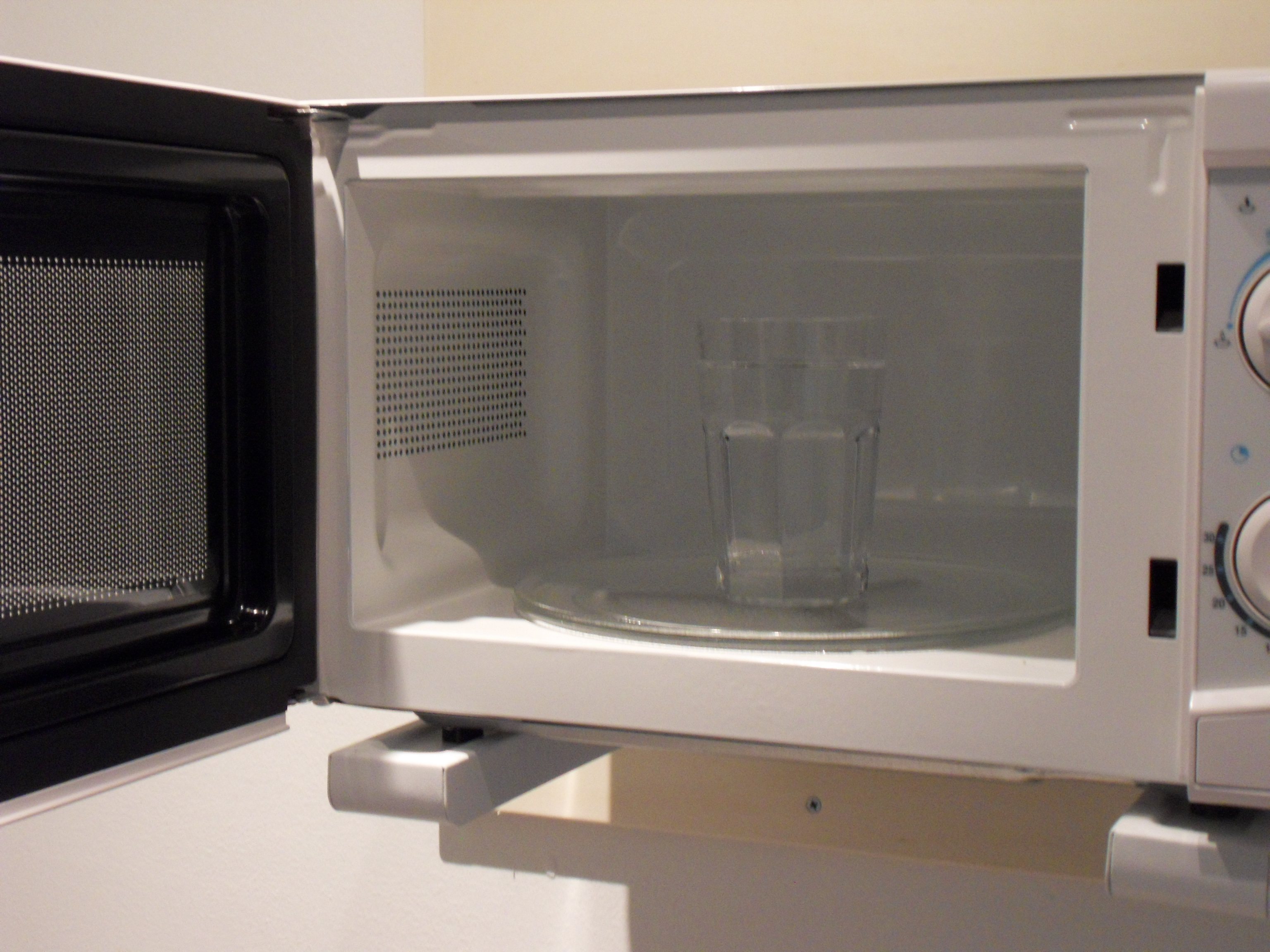
При необходимости включить микроволновую печь без продуктов, рекомендуется ставить стакан воды

Микроволновое излучение не может проникать внутрь металлических оболочек, поэтому невозможно приготовить еду в металлической посуде.
Нежелательно помещать в микроволновую печь посуду с металлическим напылением («золотой каёмочкой») — даже этот тонкий слой металла сильно нагревается вихревыми токами, что может разрушить посуду в области металлического напыления.
Нельзя нагревать в микроволновой печи жидкость в герметично закрытых ёмкостях и целые птичьи яйца — из-за сильного испарения воды внутри создаётся высокое давление, поэтому они могут взорваться. Из этих же соображений нежелательно сильно разогревать сосисочные изделия, обтянутые полиэтиленовой плёнкой (либо перед разогревом надо проткнуть каждую сосиску вилкой). Сварить яйца в микроволновке можно, если покрыть их водой, также в воду нужно класть все продукты, которые готовят на воде на обычной кухонной плите: сосиски, картошку, пельмени, вареники и т.д… Из-за сильного испарения продукты нужно накрывать крышкой или заворачивать в полиэтиленовый пакет, чем меньше продукт содержит жидкости, тем быстрее он нагревается в микроволновке.
Запрещено включать пустую микроволновку. Необходимо как минимум поставить в неё стакан воды.
Разогревая в микроволновке воду, также следует соблюдать осторожность — вода способна к перегреванию, то есть к нагреванию выше температуры кипения. Перегретая жидкость способна почти мгновенно вскипеть от неосторожного движения. Это относится не только к дистиллированной воде, но и к любой воде, в которой содержится мало взвешенных частиц. Чем более гладкой и однородной является внутренняя поверхность сосуда с водой, тем выше риск. Если у сосуда узкое горлышко, то велика вероятность, что в момент начала кипения перегретая вода выльется и обожжёт руки.

## Мифы о СВЧ-печах
- Распространенное мнение о том, что частота магнетрона печи выбрана соответствующей резонансной частоте молекулы воды, не соответствует действительности — последняя лежит в K-диапазоне (18—27 ГГц)[15], в то время как большинство бытовых СВЧ-печей работает на частоте 2,45 ГГц, а некоторые индустриальные модели в США — и того меньше, на частоте 915 МГц.
- Микроволновое воздействие якобы изменяет структуру воды и пищевых продуктов, превращая полезные вещества в канцерогены. На самом деле воздействие микроволнового излучения в СВЧ-печи не отличается от обычного разогрева, а энергии, которую несут микроволны, недостаточно для непосредственного разрушения химических связей[10], ведь эти энергии многократно меньше, чем у рентгеновского и гамма-излучений. Хотя химики и изучали некоторые реакции (крайне редкие), на ход которых предположительно влияло нетепловое воздействие микроволнового излучения[16], в результате независимых экспериментов[17] было установлено, что замеченные «нетепловые» эффекты на самом деле объяснялись неоднородностью нагрева, а гипотеза о наличии нетепловых микроволновых эффектов не подтвердилась. К тому же вода (кроме замёрзшей, то есть в виде льда), согласно современным научным данным, не может иметь какой-либо постоянной структуры, как и другие жидкие вещества.
- Микроволновые печи со снятой дверцей якобы могут использоваться в военном деле для недорогой имитации радаров (с целью заставить противника истратить для их подавления дорогостоящие боеприпасы или ресурсы самолётов постановки помех). Обычно публикации ссылаются на опыт сербской армии в Косове[18].

## Галерея

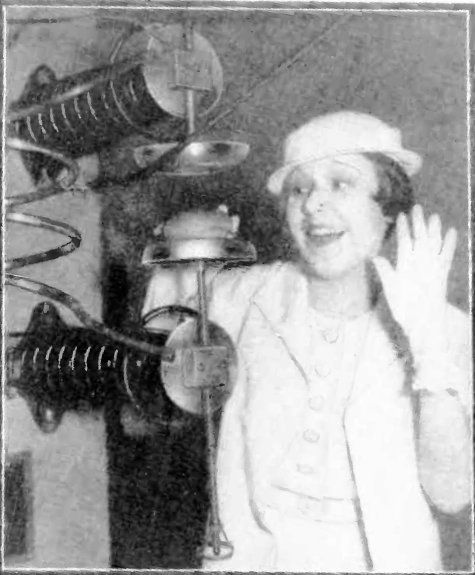
разогрев сэндвича с помощью коротких радиоволн 1933 год Чикаго, актриса и певица Фифи Д’Орсей
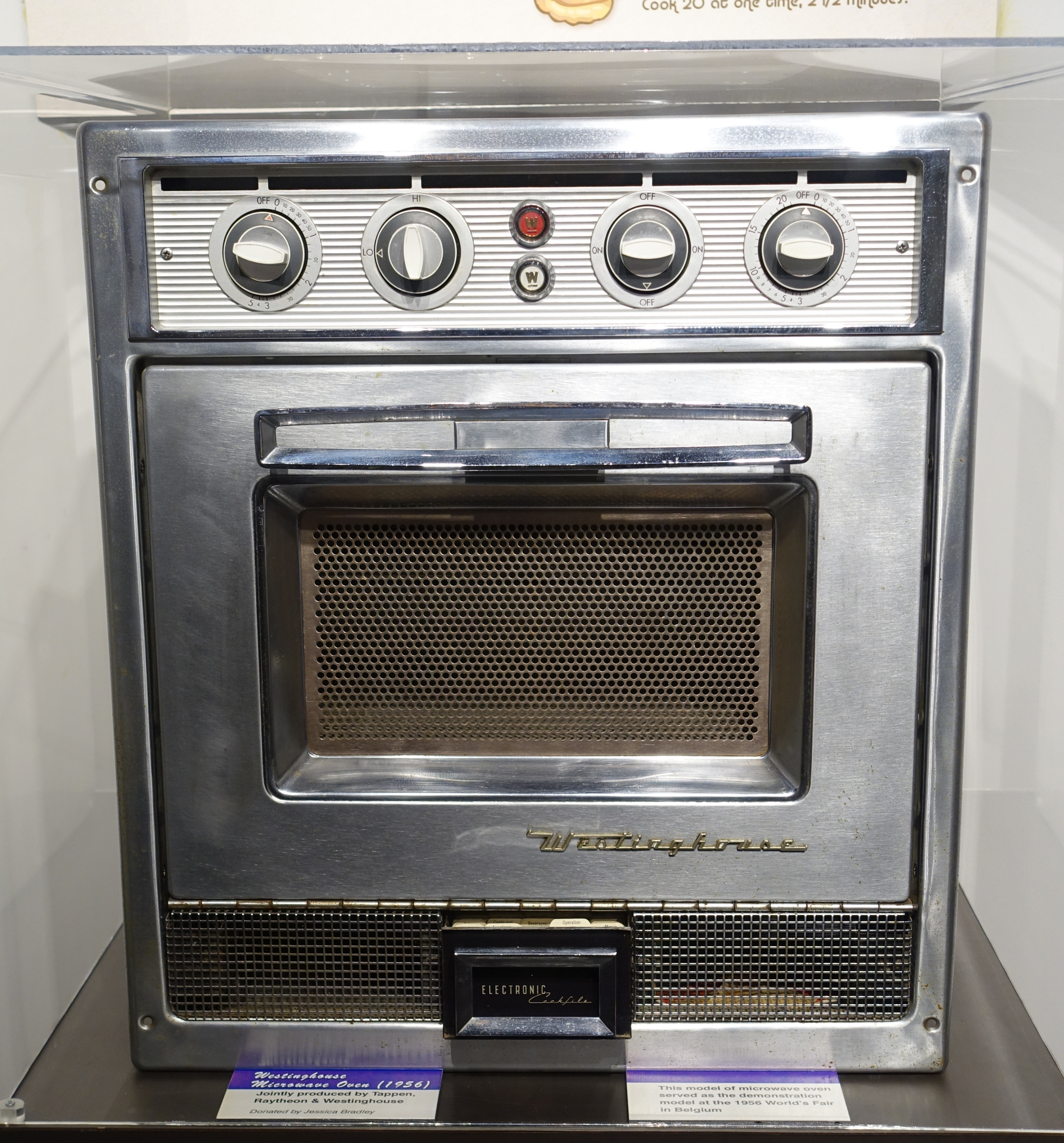
микроволновая печь «Westinghouse» 1956 года
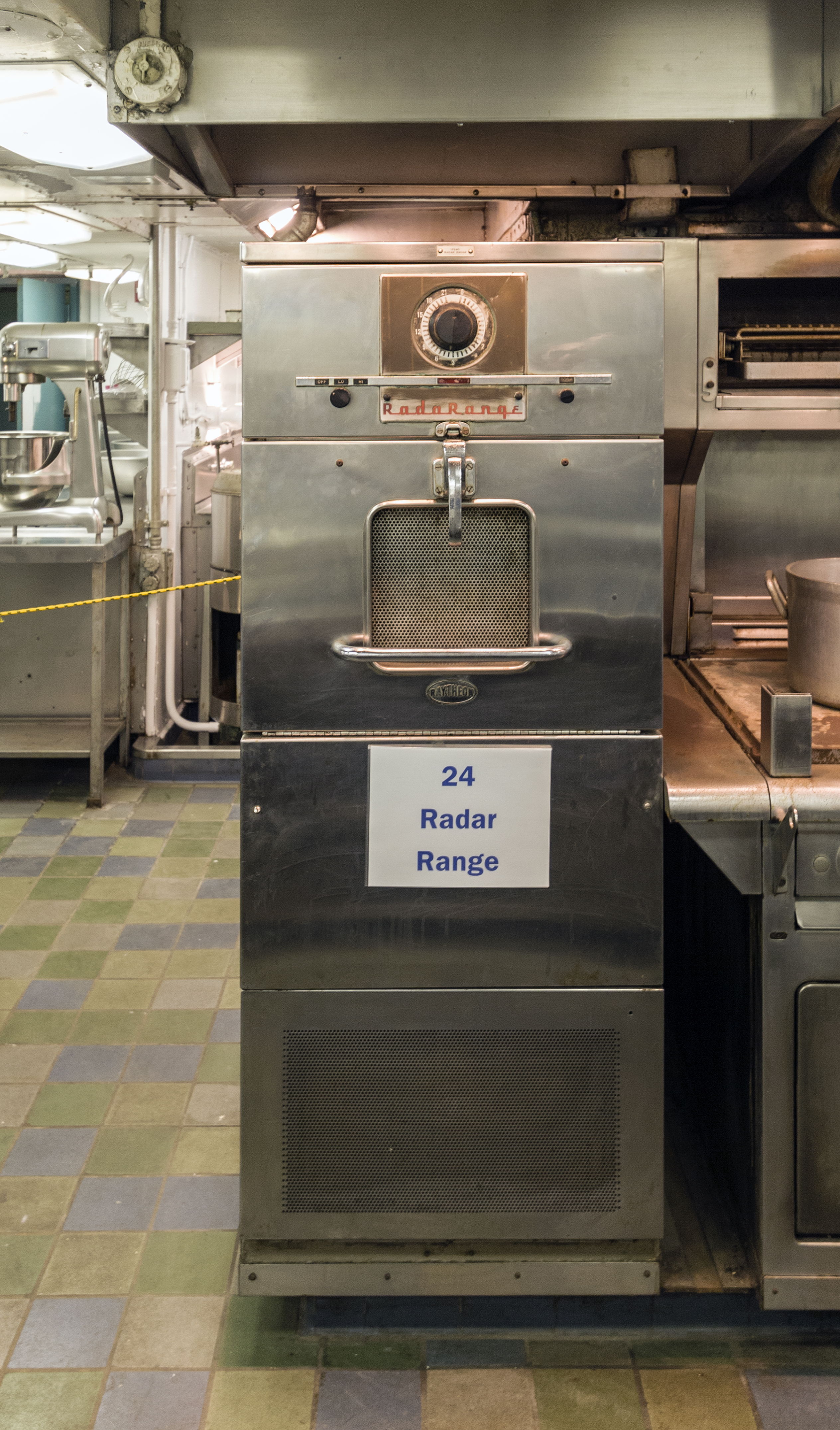
большая микроволновая печь «Raytheon» на атомоходе Саванна, примерно 1961 год
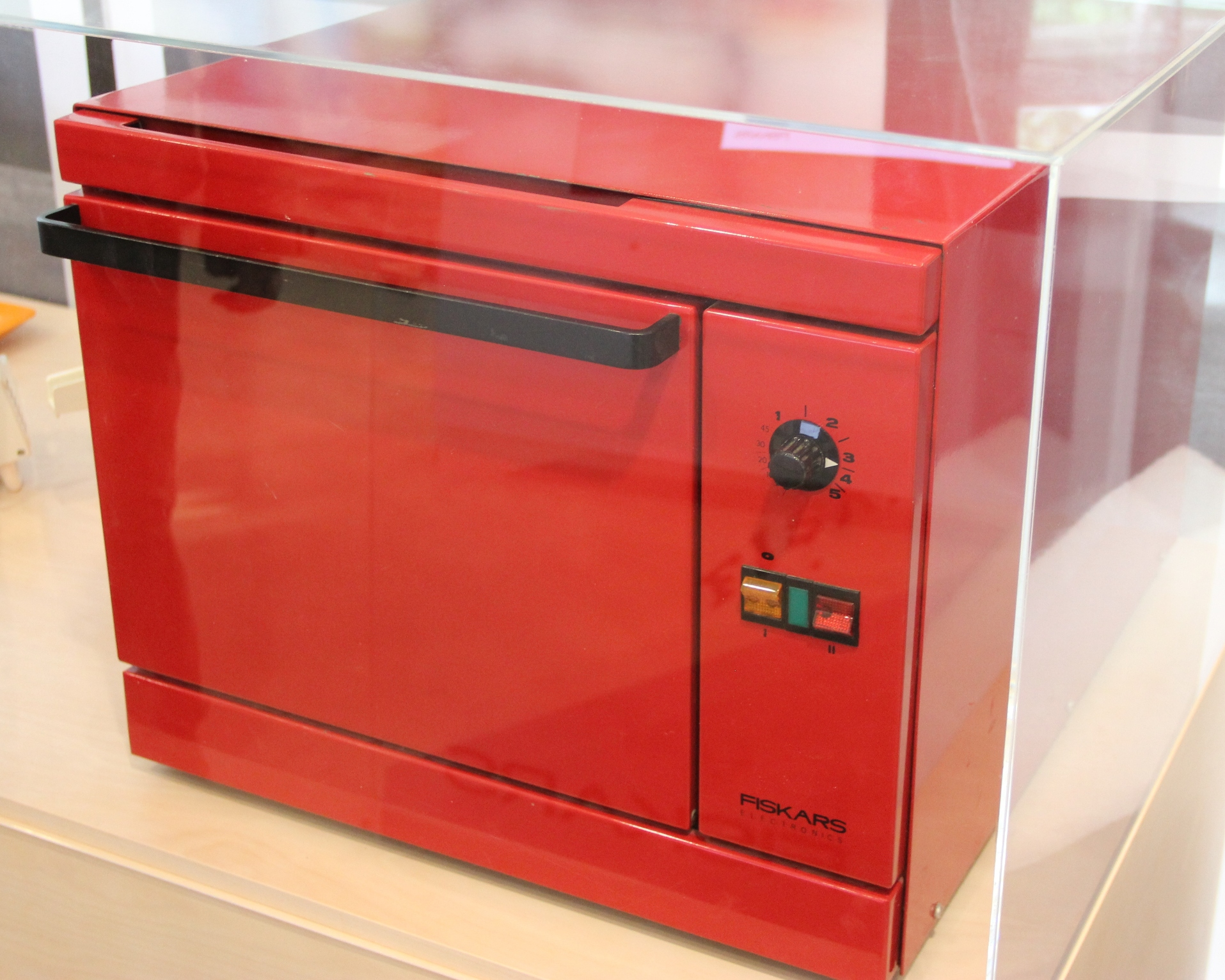
финская микроволновая печь «Fiskars» 1965 года
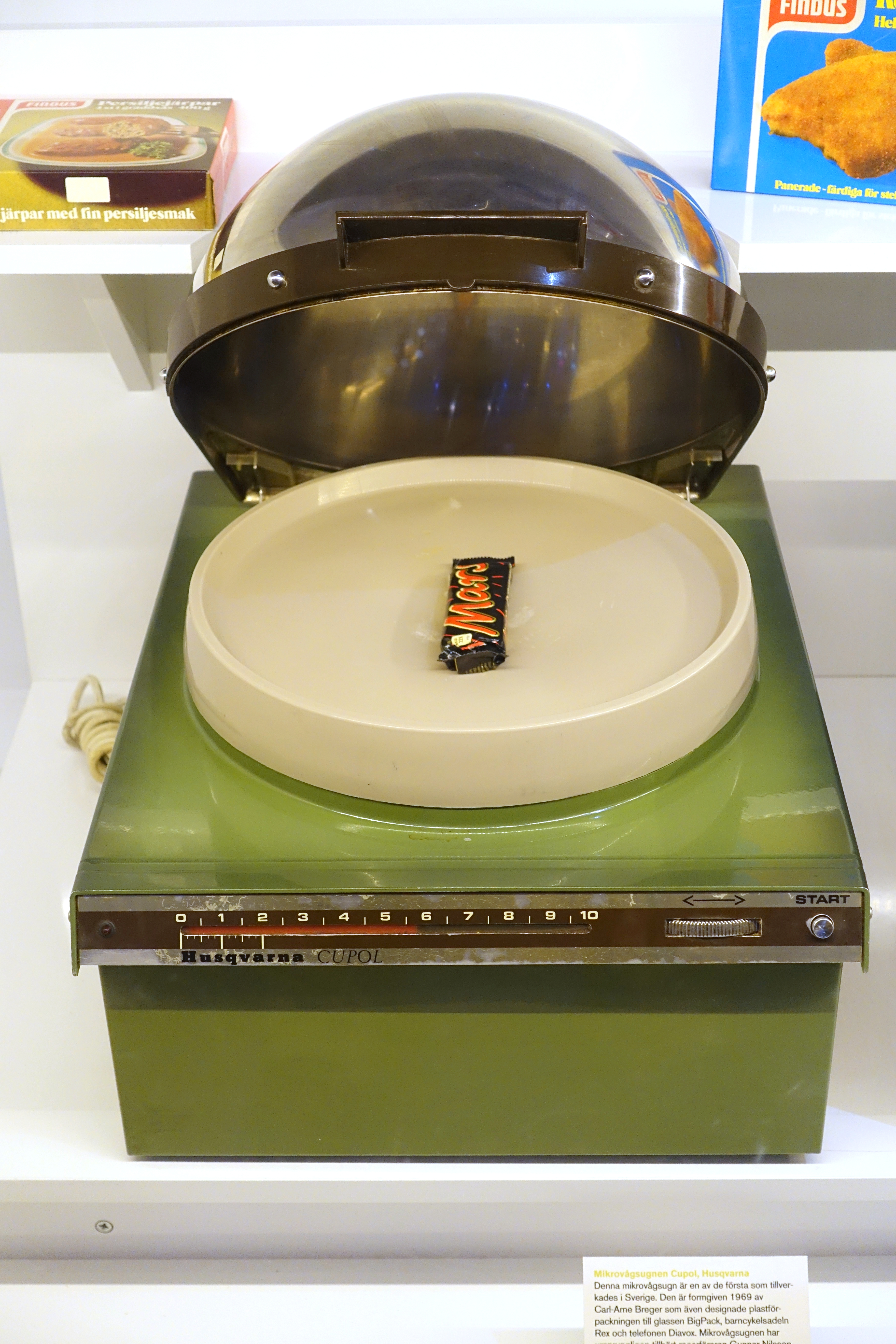
футуристичная микроволновая печь Husqvarna, 1968, Стокгольм, Швеция
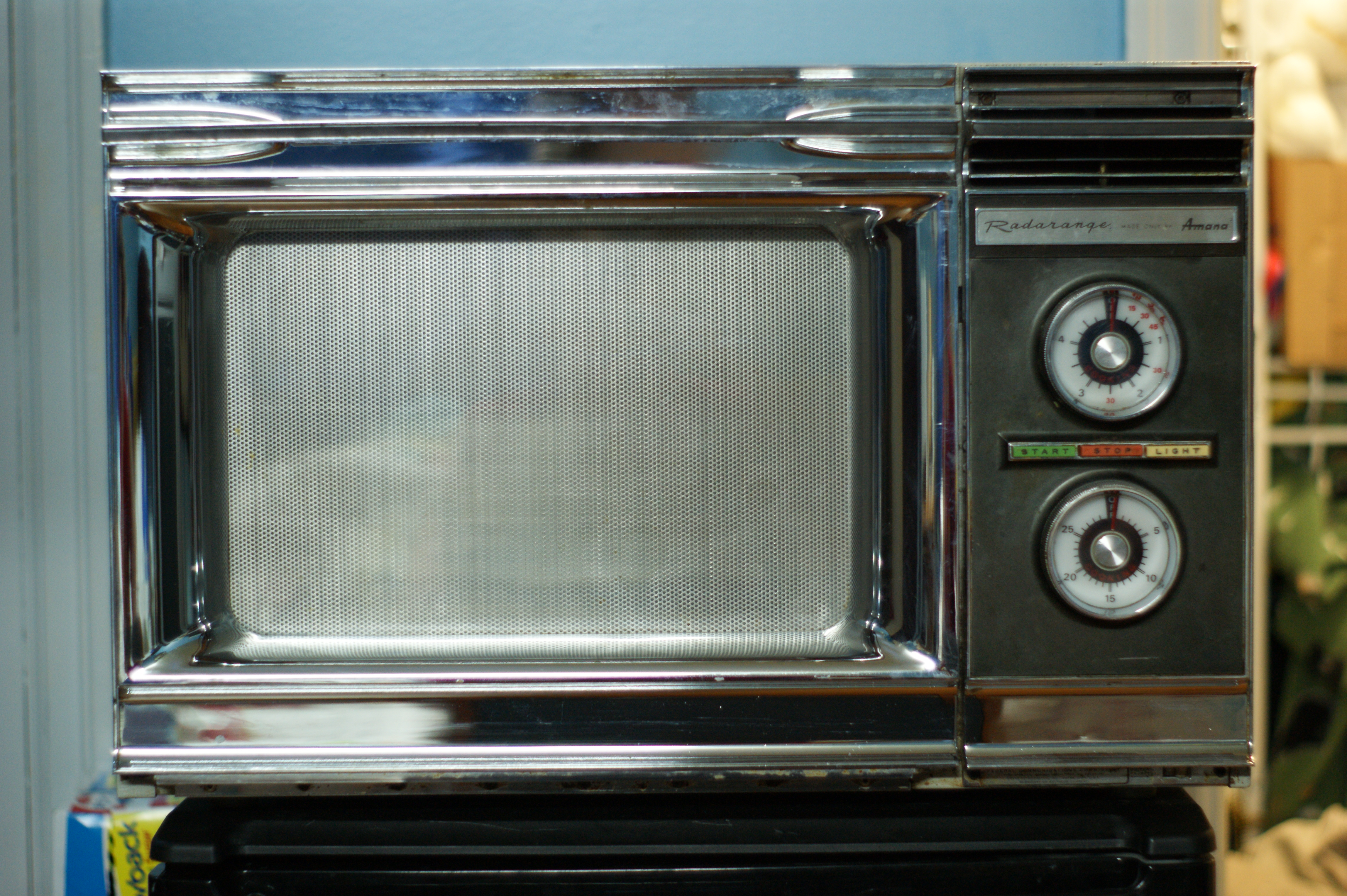
микроволновая печь "Radarange" RR-4 (Amana) 1971 года, первая доступная по цене микроволновая печь